# Ilie Cămărășan
Ilie Cămărășan (n. 13 iulie 1940, Constanța—d. 14 ianuarie 1998, Cluj-Napoca) a fost un pictor român.
Viața și opera
Pictorul Ilie Cămărășan face parte din curentul târziu al Școlii Băimărene de Pictură.
S-a născut la Constanța în 13 iulie 1940 – unic fiu al unui cuplu de părinți ardeleni, care au ales “exilul” pentru o situație economică mai bună. 
Mama sa, Marie, moare în timpul bombardamentelor din cursul celui de-al Doilea Război Mondial. Acesta este momentul în care sugarul pe care îl ținea în brațe își pierde mâna stângă în cursul atacului și suferă mai multe răni provocate de schije. Ilie și tatăl său revin în Ardeal în satul natal al părinților (Tăureni, județul Alba), de unde Cămărășan nu va mai pleca decât pentru studiile liceale. Copilăria și adolescența sa este marcată de handicapul fizic și de lipsa mamei.

## Studii și carieră
Ilie Cămărășan urmează liceul de artă la Cluj, apoi Institutul de arte plastice “Nicolae Grigorescu” din București, fiind coleg de generație cu Nicolae Apostol și Horia Flămând. A învățat cu profesori mari: Coriolan Munteanu, Gheorghe Șaru. După un stagiu în zona Halmeu, ajunge la Baia Mare unde, alături de Mircea Hrișcă și Mihai Olos, devine unul dintre boemii cei mai iubiți și cunoscuți din oraș, crai de curte veche ai picturii, cum se autodefinește. A fost vecin de atelier cu pictorul Iosif Balla.
Lucrează, pentru o perioadă scurtă, la teatrul din Baia Mare ca scenograf, apoi ca profesor la Școala de artă. 
Este unul dintre inițiatorii Taberei naționale de pictură de la Seini, iar o vreme a condus destinele Filialei Uniunii Artiștilor Plastici din Baia Mare.

## Părerea criticului
În anul 1983 criticul de artă Vasile Drăguț scrie despre pictor că este un temperament năvalnic dar stăpânit cu discreție. Lucrările sale în tonuri calde în care dominant este galbenul “surprind prin coloritul diafan și chiar edulcorat”, zice criticul, reproșându-i, amical, că a fost răzbit de nostalgia locurilor natale.

## Expoziții personale
Nu a avut de-a lungul vieții expoziții personale. Singura expoziție cuprinzând exclusiv opere semnate Ilie Cămărășan a fost organizată (de către Uniunea Artiștilor Plastici Baia Mare și Muzeul de Artă Baia Mare) la  data de 19 februarie 2008, cu ocazia aniversării a unui deceniu de la moartea artistului.
Ilie Cămărășan moare la 14 ianuarie 1998, la scurt timp după ce un incendiu îi devastează atelierul și distruge o parte din puținele lucrări pe care le realizase după o perioadă de repaus creativ.